# アイスクリーム・バージ

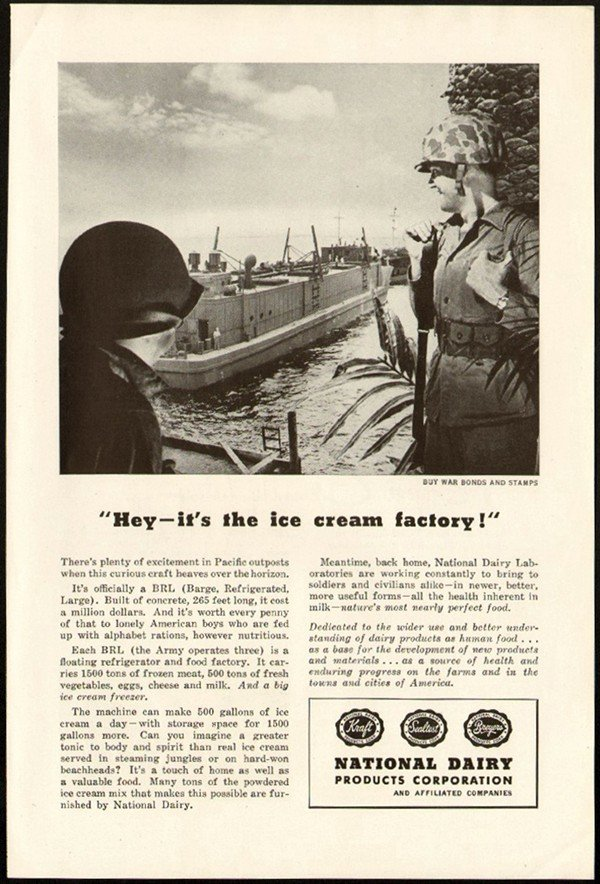
アイスクリーム・バージを紹介するナショナル・デイリー社の雑誌広告（1945年）

アイスクリーム・バージ（Ice cream barge）は、第二次世界大戦中の太平洋戦線において、アイスクリームを製造・輸送するべく、アメリカ軍が運用したコンクリート製の艀である。正式には大型冷蔵用バージ（Barge, Refrigerated, Large, BRL）と呼ばれた。1945年、アメリカ海軍が陸軍輸送隊から移管された艀をBRLに改装し、海兵隊員および水兵のためのアイスクリーム製造を行わせた。また、アイスクリーム以外にも食肉や野菜、果物といった冷蔵・冷凍が必要な生鮮食品の輸送も同時に行っていた。アメリカ陸軍でも後に3隻のBRLを運用した。

## 背景
1920年以前のアメリカでは、アイスクリーム産業が未だ黎明期にあったことに加え、冷蔵庫が国民に普及していなかったこともあり、アイスクリームはさほど重視される食品ではなかった。1918年には砂糖不足のためにアイスクリームの生産制限が行われた。
1920年、禁酒法が施行されたことで、いわゆる禁酒法時代が幕を開けた。人々は酒場の代わりにソーダ・ファウンテンに集うようになり、そこで提供されたアイスクリームは単なる「子供のおやつ」ではなくなった。イングリングやストロー社、アンハイザー・ブッシュなどの大手ブルワリーは、ビールに代わるものとしてソーダやアイスクリームの製造に着手した。こうした背景のもと、1916年から1925年にかけて、アメリカにおけるアイスクリームの消費量は55％急増した。1920年代の終わりまでに、アメリカにおける1日あたりのアイスクリーム消費量は数百万ガロンに達したという。第二次世界大戦が始まると、砂糖の消費を抑えるために両陣営ともの多くの国で生産制限の対象とされたが、アメリカは数少ない例外となった。

### アメリカ軍とアイスクリーム

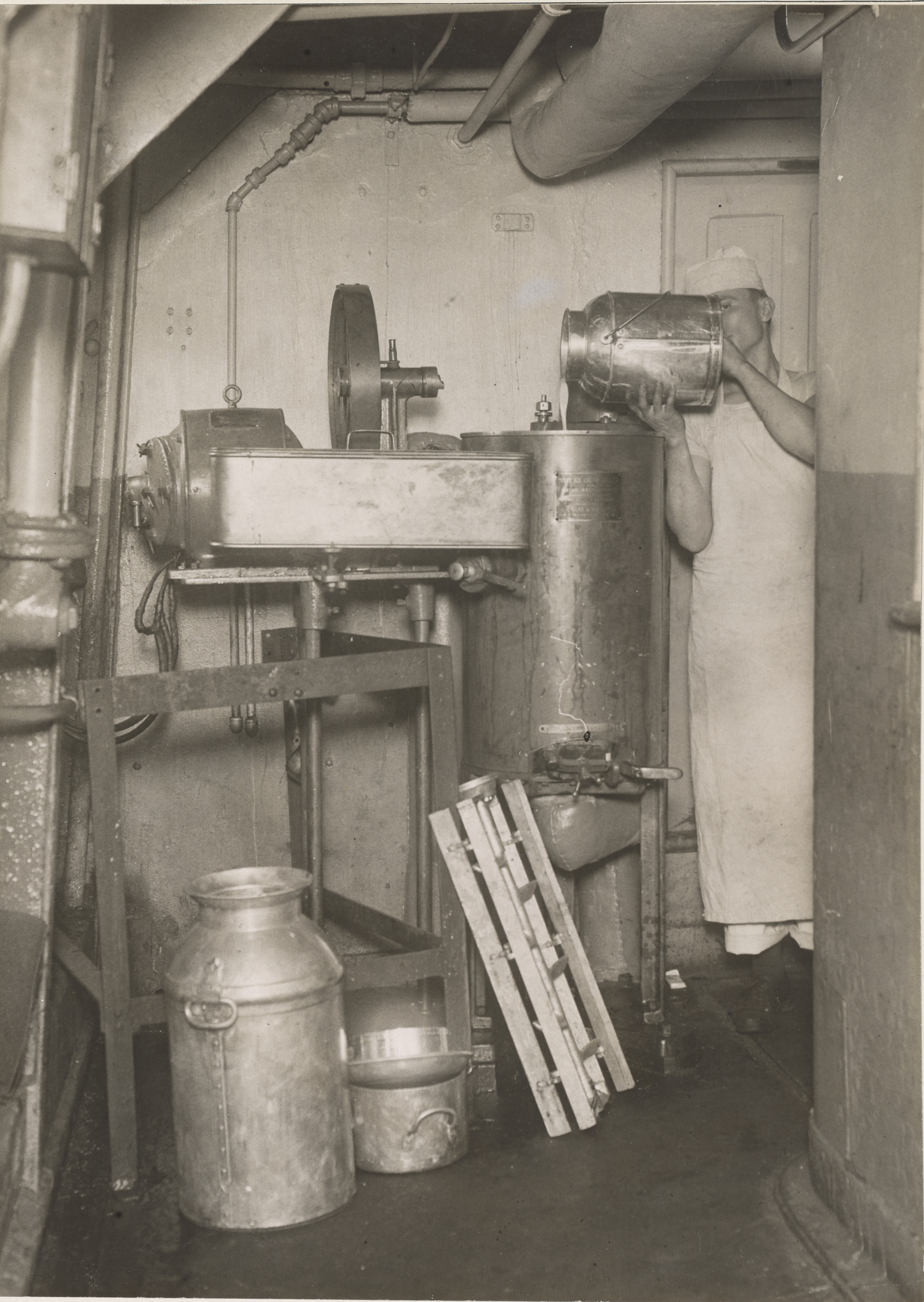
米海軍の病院船USSマーシーに搭載されたアイスクリーム製造機（1918年）

1893年、一部のアメリカ軍艦への冷蔵庫および製氷機の導入が行われ、1906年には戦艦ミズーリにおいて初めてアイスクリーム製造機が設置された。
1914年7月1日、絶対禁酒主義者でもあったジョセファス・ダニエルズ海軍長官のもと、軍艦および海軍施設における飲酒が禁止された。ダニエルズの禁酒令が正式に効力を有したのは、禁酒法が施行される1920年までの6年間のみだった。しかし、酒類の代わりに供給されたアイスクリームは、以後も将兵の士気を維持する手段として重要な地位を保った。
第二次世界大戦の頃にも、アイスクリームの重要性は変わらなかった。「アイスクリームは外国に派遣された兵士のカロリーと士気を共に高める最良の方法である」とする主張のもと、海軍のみならず全軍において可能な限りでの供給が試みられた。陸軍需品隊が報告したところによれば、1943年には世界中の連合国軍基地に向けて1億3500万ポンドを超えるアイスクリームが出荷されていた。
マーガレット・ヴィッサーは、アイスクリームは兵士たちに2種類の郷愁を引き起こしたと指摘した。1つは幼少期への郷愁であり、もう1つは「別の場所への郷愁」、すなわち戦地から遠く離れた故郷などへの郷愁である。

### 太平洋戦線の冷蔵用船舶
南西太平洋地域のほとんど、とりわけ高温多湿のニューギニアとフィリピンでは、肉や野菜、果物などの生鮮食品を冷蔵せず輸送することは不可能である。1942年、陸軍輸送隊総監チャールズ・P・グロスは陸軍における冷蔵用船舶が極めて不足しており、前線に生鮮食品を供給することが困難である旨を報告し、代替品としてビタミンB錠剤の支給を行うよう勧告した。その後、KPM船や艀を改造した冷蔵用船舶がいくらか調達されたものの輸送力の不足は明らかで、1943年から始まった民間冷蔵用船舶の徴用の後も状況は改善しなかった。以後、戦線の指揮を執るダグラス・マッカーサー将軍からの再三の要請にもかかわらず、追加の冷蔵用船舶の配備は遅延し続け、前線での生鮮食品の供給は終戦まで不足し続けることとなった。

## アイスクリーム・バージ
1944年に就任したジェームズ・フォレスタル海軍長官は、アイスクリームについて「あらゆる重要な士気要因のうち、最も軽視されている」との報告を受けた後、アイスクリームの十分な備蓄を保つことに高い優先度を認めた。
1945年、海軍では100万ドルの予算を費やし、陸軍輸送隊から移管されたコンクリート製の艀をアイスクリーム・バージ、すなわちBRLへと改装した。BRLの全長は265フィート (81 m)で、7分あたり10米ガロン (38 l)、1日あたり500米ガロン (1,900 l)のアイスクリームを製造する能力を有した。船倉にはさらにアイスクリーム500米ガロン (1,900 l)のほか、1,500トンの食肉、500トンの野菜を格納することができた。アイスクリームだけではなく祖国の雰囲気も感じさせるために、BRLにはソーダ・ファウンテンも設置されていた。エンジンは搭載されておらず、移動時にはタグボートなどで曳航する必要があった。
陸軍でも後に3隻のBRLを運用したが、これらが配備されたのは対日戦勝記念日の後だった。
戦後、陸海軍のBRLがどのような運命を辿ったのかは定かではない。